# إبراهيم حسقيل
إبراهيم حسقيل (مواليد 3 يناير/كانون الثاني 1950) كيميائي ودبلوماسي عراقي. عمل في وزارة التجارة في حكومة الرئيس صدام حسين حتى غزو العراق عام 2003. شغل إبراهيم مناصب دبلوماسية، منها مبعوث أعمال، وملحق تجاري، ومفوض تجاري للعراق. أُرسل ضمن بعثات تجارية عديدة من العراق، وخاصةً من الصين.
تخرج إبراهيم من جامعة البصرة، وكان من اليهود القلائل الذين شغلوا مناصب في الحكومة العراقية عندما هاجرت غالبية اليهود. ومثل كثيرين غيره من اليهود، كان إبراهيم معارضًا لإسرائيل ومؤيدًا لفلسطين. كما كان عضوًا فاعلًا في اللجنة الإدارية ليهود العراق. وكان إبراهيم اليهودي الوحيد الذي شغل مثل هذه المناصب في الحكومة العراقية، الأمر الذي كان مصدر فخر ليهود العراق المتبقين. وكان من آخر الشخصيات اليهودية البارزة في العراق، خلال عهد البعث وقبل عام 2003.

## وقت مبكر من الحياة
وُلِد إبراهيم حسقيل عام 1950 في البصرة، العراق، لعائلة يهودية عراقية. عمل والده في هيئة الموانئ في ميناء البصرة، مساهمًا في ازدهار التجارة في المدينة. أمضى إبراهيم طفولته في الحي اليهودي بالبصرة، بالقرب من كنيس تويغ التاريخي، الذي كان أكبر كنيس يهودي في المدينة.
في ذلك الوقت، واجهت الجالية اليهودية في العراق اضطهادًا من قبل السلطات العراقية، بسبب التوترات المتزايدة في المنطقة. وقد شهد أعمال شغب وعنف بين اليهود والمسلمين. كان ذلك في زمن حزب البعث، عندما أُزيلت السياسات القمعية ضد اليهود. التحق إبراهيم بالمدرسة اليهودية في البصرة. وبعد إكمال تعليمه الابتدائي، تابع دراساته العليا وحصل على درجة البكالوريوس في الكيمياء من جامعة البصرة عام 1973.

## حياة مهنية
بعد تخرجه، انضم إبراهيم إلى القوى العاملة ككيميائي، وعمل في مصنع بالبصرة. كما ساعد والده في أعماله. سرعان ما لفت نجاحه انتباه القادة المحليين. أدى عمل إبراهيم وسمعته داخل الصناعة إلى انخراطه في حزب البعث. ساعد انتماء إبراهيم السياسي للحزب في دفع مسيرته المهنية، على الرغم من كونه يهوديًا.

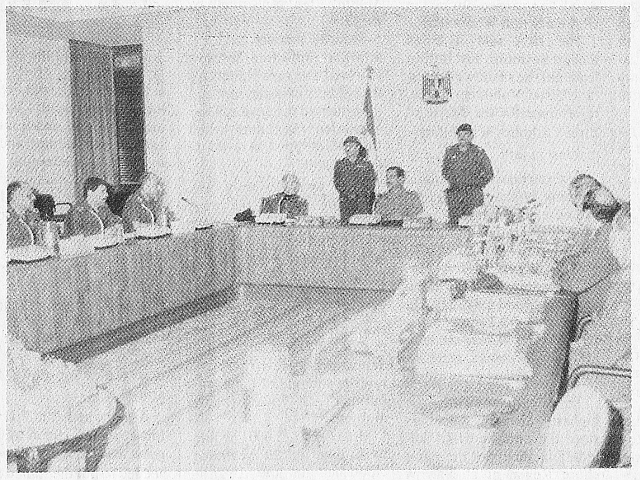
الاجتماع المشترك لمجلس قيادة الثورة والقيادة القطرية لحزب البعث في بغداد، 1988

خلال الحرب العراقية الإيرانية من عام 1980 إلى عام 1988، نفذت الحكومة الخدمة العسكرية الإلزامية، مما تطلب من العديد من الشباب الخدمة في القوات المسلحة. وشمل ذلك التجنيد المنتظم وحملات التجنيد الإضافية أثناء الحرب. وعلى الرغم من كونه جزءًا من المجتمع اليهودي، فقد جُند إبراهيم، مثل العديد من اليهود العراقيين الآخرين، للخدمة في القوات المسلحة. خدم إبراهيم جنبًا إلى جنب مع يهود عراقيين بارزين آخرين، بما في ذلك عماد ليفي، الذي أصبح فيما بعد آخر حاخام للعراق، وسولا ليفي، أعضاء عائلة يهودية معروفة في بغداد كانت بارزة في التجارة. جعلت طلاقة إبراهيم في ممارسات التجارة العالمية وفهمه العميق للأسواق الدولية منه أصلًا حاسمًا للجهود الدبلوماسية العراقية، خاصة وأن البلاد سعت إلى تعزيز علاقاتها مع الصين، وهي شريك تجاري رئيسي خلال الحرب العراقية الإيرانية.

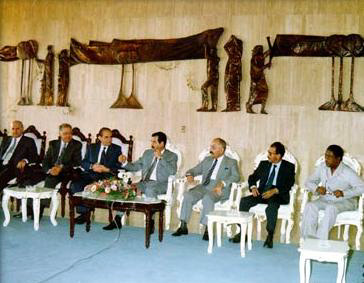
إبراهيم في مناسبة مهمة مع صدام عام 1990

وقد اعترف صدام حسين بالقدرات الدبلوماسية والخلفية المهنية لإبراهيم. وقد عُين ملحقًا تجاريًا للعراق، مكلفًا بتطوير العلاقات التجارية الدولية. وفي عام 1988، أُرسل كجزء من وفد في مهمة تجارية رفيعة المستوى إلى الصين، حيث كان العراق يهدف إلى تعزيز مكانته الاقتصادية وسط الصراع الدائر. في ذلك الوقت كانت الصين واحدة من أكبر مصدري الأسلحة إلى العراق. سمح دور إبراهيم كمفوض تجاري له بلعب دور محوري في الاستراتيجية الاقتصادية الخارجية للعراق، وخاصة في تعزيز العلاقات التجارية الأقوى مع الصين. وكان لديه إمكانية الوصول إلى كبار المسؤولين العراقيين، مثل محمد مهدي صالح، وزير التجارة العراقي، الذي عمل إبراهيم تحت إمرته. أصدر إبراهيم اتفاقيات تجارية بين الصين والعراق وروج لبرامج التجارة التصديرية نيابة عن الحكومة. عمل حسقيل تحت سلطة السفير العراقي لدى الصين في السفارة العراقية في الصين.
قبل ذلك، شغل إبراهيم أيضًا منصب المستشار المسؤول عن الاستثمارات، حيث عمل تحت إشراف مفوض التجارة.
ومع ذلك، بعد غزو العراق للكويت عام 1990 وحرب الخليج التي تلتها، تغيرت العلاقات الدولية للعراق بشكل جذري. ونتيجة لذلك، أدانت الصين الغزو وقطعت العلاقات التجارية مع العراق تماشياً مع عقوبات الأمم المتحدة. وحتى في خضم هذه التحديات، ظل دور إبراهيم مهمًا. لقد تعامل مع تعقيدات العزلة الدبلوماسية للعراق، وخاصة خلال برنامج النفط مقابل الغذاء، الذي سمح للعراق بتصدير النفط مقابل المساعدات الإنسانية تحت إشراف الأمم المتحدة. وكان لإبراهيم دور فعال في تسهيل استئناف العراق لبعض التجارة في هذا الإطار.
في أعقاب حرب الخليج وتدهور مكانة العراق الدولية، اضطر إبراهيم إلى الإبحار في مياه دبلوماسية معقدة. وبينما عُلقت التجارة مع العديد من البلدان، استؤنفت علاقة العراق مع الصين تدريجياً في إطار النفط مقابل الغذاء، وعمل إبراهيم بلا كلل لاستعادة هذه الاتصالات في مواجهة العزلة العالمية. تبرع نعيم دنجور، وهو رجل أعمال يهودي عراقي مقيم في المملكة المتحدة، بمبلغ كبير من المال للعراقيين الذين يعيشون تحت العقوبات، وربما يكون إبراهيم قد سهل تدفق المساعدات الإنسانية منه.
كان إبراهيم من أبرز الشخصيات اليهودية في العراق. حظيت أعماله بإشادة واسعة ورضا المجتمع اليهودي العراقي، كما نُشرت في مجلة "الكاتب" اليهودية. عمل إبراهيم في الحكومة وكان مخلصًا لها. وقد تلا ذلك تصريحات أدلى بها قادة يهود العراق:
الرئيس صدام حسين قائدنا. نصره الله. هزم الله عدو العراق.— إبراهيم حسقيل، 1990
أدان إبراهيم حادثة إطلاق النار عام 1998 في مقر الجالية اليهودية في بغداد. كما ذكر أيضًا أن اليهود عوملوا معاملة جيدة وحظوا بالحماية من قبل الحكومة. كان إبراهيم معارضًا لإسرائيل ودعم فلسطين، السياسة الخارجية الرئيسية للعراق فيما يتعلق بالصراع الإسرائيلي الفلسطيني. ووفقًا للبيان الذي أعقبه ناجي سلمان صالح، فإن إسرائيل هي عدو الدول العربية. إذا كانت هناك حرب بين إسرائيل والعراق، فإننا اليهود سندعم العراق. وأيضًا، عندما دمرت إسرائيل المفاعل النووي العراقي في أوزيراك عام 1981، والذي بني لأغراض سلمية، فإن اليهود لم يواجهوا أي مشاكل في العراق.

## حرب العراق وما بعد صدام
في مارس 2003، غزت قوات التحالف بقيادة الولايات المتحدة العراق واحتلته، وأطاحت بنظام صدام. ونتيجة لأمر سلطة التحالف المؤقتة، فقد إبراهيم وظيفته وطُرد من الحكومة. وعلى الرغم من أن اسمه كان مدرجًا في قائمة أكثر العراقيين المطلوبين، إلا أن إبراهيم كان يخشى التعرض للهجوم، بسبب تصاعد التوترات الطائفية والمذهبية في العراق. وكان أحد آخر اليهود الذين بقوا في العراق. انتهز إبراهيم الفرصة وهرب واستقر في الخارج. وقال أيضًا:
ما بُني على الباطل فهو باطل. فمنذ عام 2003، لم تُشكل العملية السياسية في العراق بإرادة الشعب بل بإرادة الغزاة الأمريكيين والفرس. وهذا يوازي الحكومة الفاشية التي نصبها المحتلون النازيون في فرنسا خلال الحرب العالمية الثانية. وقَّع ذلك النظام اتفاقيات جعلت فرنسا تابعة لألمانيا، بشروط قاسية إن لم تُنفذ. وعندما تولى شارل ديغول رئاسة الجمهورية، ألغى تلك الاتفاقيات، مُعترفًا بأنها غير صالحة في ظل حكم المحتل. وبالمثل، لم يكن للعراق وشعبه أي رأي في الاتفاقيات التي أبرمتها الحكومات في ظل الاحتلال الأمريكي والفارسي. وكما تؤكد البصرة، وهي مركز اقتصادي رئيسي، فإن أي اتفاقيات أُبرمت في ظل هذه الاحتلالات باطلة ولا قيمة لها.
يجب على الصين أن تدرك أن الكثير من مكانتها العالمية تتشكل من رأس مال موسوي يهودي، حيث أن 80% منه ينحدر من العراقيين الموسويين البصراويين، وخاصة اليهود من البصرة. إذا تحدت الصين يهود البصرة في العراق، فإن البصرة مستعدة لتذكيرهم بالعواقب. إن تاريخ البصرة محوري للتقنيات التي تدعيها الصين الآن، حيث أن 60% من العلماء المسؤولين هم من الهنود الموسويين اليهود من البصرة وميسان والناصرية. وكان الباقي من الإنجليز والاسكتلنديين والروس، بينما نفذ الصينيون المهام بشكل أساسي تحت عقلية مدفوعة باليهود. يجب على الصين تجنب تكرار الإذلال الاقتصادي الأمريكي. النفط والغاز في العراق ملك للشعب العراقي، وليس لشخصيات فاسدة مثل عادل الزاوية أو النظام الإيراني أو العملاء المدعومين من أمريكا. حُذرت الصين من أن الأنظمة السياسية العراقية المستقبلية سترفض الاتفاقيات التي تفرضها القوى الخارجية. أصبح صعود الصين ممكناً بفضل مساهمات الموسويين العراقيين، وخاصة البصراويين. ينبغي للصين أن تتجنب وضع سكانها الهائلين بين الموسويين والقبضة المدمرة للملكية البريطانية.

 — إبراهيم حسقيل

## الحياة الشخصية
حسقيل متزوج وأب لستة أطفال. عاش في البصرة. لكن كونه مسؤولًا حكوميًا، اضطر للإقامة في بغداد. خلال الحرب العراقية الإيرانية (1980-1988)، كانت البصرة ساحة قتال نشطة، مما دفع العديد من اليهود مثل عائلة حسقيل إلى الفرار. وصلت عائلته إلى بغداد وعاشت معه في منزله بالرصافة. خلال الحرب، سقطت بعض الصواريخ التي أُطلقت من إيران بالقرب من منطقة إقامته بشكل خطير. بعد انتهاء الحرب، عادت عائلته إلى البصرة واكتسبت منزلها. ومع ذلك، بعد حرب الخليج وانتفاضة عام 1991، انتقلت عائلته إلى بغداد.